# Braziliaanse militaire junta van 1969
De Voorlopige Raad van Bestuur van Brazilië van 1969, ook wel bekend als de tweede militaire junta, was een regeringsdriemanschap bestaande uit drie militaire ministers:
- Aurélio de Lira Tavares, minister van het leger
- Augusto Rademaker, minister van de marine
- Marcio Melo, minister van luchtvaart

Deze militaire junta volgde nadat er in 1964 een staatsgreep was gepleegd.
Deodoro da Fonseca ·
Peixoto ·
Morais ·
Campos Sales ·
Alves ·
Pena ·
Peçanha ·
Fonseca ·
Brás ·
Alves ·
Moreira ·
Pessoa ·
Bernardes ·
Luís ·
Prestes ·
(Junta van 1930) ·
Vargas ·
Linhares ·
Gaspar Dutra ·
Vargas ·
Café Filho ·
Luz ·
Ramos ·
Kubitschek ·
Quadros ·
Ranieri Mazzilli ·
Goulart ·
Ranieri Mazzilli ·
Castelo Branco ·
Costa e Silva ·
(Junta van 1969) ·
Garrastazu Médici ·
Geisel ·
Figueiredo ·
Neves ·
Sarney ·
Collor ·
Franco ·
Cardoso ·
Lula da Silva ·
Rousseff ·
Temer ·
Bolsonaro ·
Lula da Silva